# Мазе, Яков Исаевич
Яков Исаевич Мазе (ивр. יעקב מזא"ה‎; 1859—1924) — крупный общественный деятель еврейства России, главный раввин Москвы с 27 октября 1893 года по 20 декабря 1924 года.

## Биография
Родился в хабадской семье в Могилёве. Фамилия Мазе является акронимом, который расшифровывается как «[произошедший] от семени первосвященника Аарона» (иврит: מזרע אהרן הכהן). Окончил гимназию в Керчи. Увлекся палестинофильскими (ранне-сионистскими) идеями и основал группу «Брах доди». Получил юридическое образование в Московском университете. В годы учёбы вступил в «Хибат Цион». В 1884 году вместе с Усышкиным и Членовым создал кружок «Бней Цион». Мазе принадлежал к закалённому поколению восьмидесятников, взгляды которых формировались в годы разгула антисемитизма. Молодёжь тех лет активно воспринимала идеи сионизма и стремилась к возрождению национальной культуры. В 1890 году совершил поездку в Палестину с целью закупки земель. В 1893 году, при содействии раввина Мазе, в Москве начинает работать Общество любителей древнееврейского языка и в этом же году, после высылки Зелика Минора назначен казённым раввином Москвы.
Выступал как эксперт по иудаизму на деле Бейлиса; его выступление произвело большое впечатление. В. Д. Бонч-Бруевич, освещавший процесс в качестве журналиста, писал о выступлении Мазе:

 И он, небольшого роста, вставши на стул, чтобы его было видно из-за пюпитра, все громче и громче свидетельствует здесь о религиозном сознании своего народа, о священных обрядах, нравах и обычаях его. (…) С первых же слов, взволнованных и страстных, переходящих в гнев пророка, когда говорит он о кощунственных прикосновениях к слову Божию, — в зале воздается настроение жгучее, хватающее за сердце.<…> Глубокий знаток Библии, Талмуда, Каббалы и многих иных книг еврейской письменности, раввин Мазе понятно, ясно, толково разъясняет все то, что интересовало судей и стороны в этом беспримерном, изумительном процессе.— 
В 1914 году, когда началась Первая мировая война, раввин Мазе от имени евреев Москвы в Большом Кремлёвском дворце докладывал Николаю II об участии евреев Москвы в деле защиты Отечества, об устройстве в Московской хоральной синагоге лазарета для раненых. По инициативе Мазе было организовано Московское еврейское общество помощи жертвам войны.
В 1916 году в Москву приехал поэт Хаим-Нахман Бялик, и во многих залах города проходили его творческие вечера. По инициативе Мазе был основан детский фонд им. Бялика для издания детской литературы на еврейском языке.
После Февральской революции раввина Мазе избрали по еврейскому национальному списку во Всероссийское Учредительное собрание. В 1921 году, встречался с Горьким, а затем, в июле того же года, с Лениным, пытаясь остановить погромы на Украине и гонения против религии в СССР. В 1923 году обратился к Калинину и Дзержинскому с протестом против попыток закрытия хоральной синагоги.
Нарком просвещения А. В. Луначарский высоко оценивал просветительскую деятельность Мазе и противопоставлял его «буржуазным раввинам»:
Мы не считаем его представителем буржуазии. Это большой ученый и блестящий проповедник. Он читает у меня в министерстве лекции о значении древнееврейского языка, который еврейские товарищи хотят устранить из своих школ.
Яков Мазе, раввин и общественный деятель, скончался 20 декабря 1924 года. Его тело было перенесено в Большой молитвенный зал Хоральной синагоги и тысячи людей пришли отдать долг памяти этому выдающемуся человеку. Похоронен на Дорогомиловском кладбище. В 1939 году останки Якова Мазе перезахоронены на Востряковском кладбище. В большом молельном зале Московской синагоги установлена мемориальная доска в память Мазе. В его честь названа улица в Тель-Авиве. Его обширная библиотека по иудаике (более 3 тысяч томов)  в 1936 г. была передана родственниками в дар ВГБиЛ.

## Семья
- Жена — Ханна Гилелевна Зусманович.
  - Дочь — Аля Яковлевна Савич (урождённая Мазе, 1904—1991), жена переводчика О. Г. Савича.
  - Сын — Сади Яковлевич Мазэ (1900—1994), языковед.

## Труды
- Зихронот (мемуары) в 4-х томах — Тель-Авив, 1936.

## Известные высказывания
- «Революцию делают Троцкие, а расплачиваются за неё Бронштейны».

## Книги о нём
- Раввин Мазе — Зеэв Рабинер